# Topola (wieś w okręgu szumadijskim)
Topola (cyr. Topola) – wieś w Serbii, w okręgu szumadijskim, w gminie Topola. W 2011 roku liczyła 1472 mieszkańców.